# Jacques de La Fontaine (Gobelinwirker)
Jacques de La Fontaine (* vor 1668; † begraben 1. Juli 1732 in Celle) war ein französischer Gobelinwirker und Hof-Tapezierer.

## Leben
Vermutlich aus einer hugenottischen Flüchtlingsfamilie, stammte Jacques de La Fontaine angeblich als Marquis La Fontaine de Villefranche aus der Nähe von Lyon. Er war 1675 einer der ersten Franzosen, den die Herzogin Eleonore d’Olbreuse an den Celler Hof holte. Möglicherweise in zweiter Ehe heiratete de la Fontaine die ebenfalls der reformierten Gemeinde angehörende Anna Marie Schnabel oder Anna Marie Schenabelle (begraben in Celle 14. August 1734). Der Ehe entsprangen zwischen 1686 und 1693 möglicherweise sechs in Celle geborene Kinder, zu denen der wohl früher geborene Georg Wilhelm Lafontaine hinzugerechnet werden muss. 
Von 1675 bis 1705 wirkte Jacques de la Fontaine als Hoftapezierer im Dienst von Georg Wilhelm, Herzog von Braunschweig-Lüneburg. Um 1706 sowie in den Jahren 1711 und 1712 wirkte de la Fontaine zunächst bei der Einrichtung der Zimmer der Kurhannoverschen Schlösser Gifhorn und Göhrde, wurde außerdem zusammen mit – mutmaßlich seinen Söhnen – Jean und Georg Wilhelm Lafontaine als „Contrefaite“ (Tapezierer) verwendet, beziehungsweise als „Contrefaiteur“ (Bildnismaler).
Jacques de la Fontaine wohnte in dem Haus Trift 25 in Celle.
Er wurde am 1. Juli 1732 auf dem Neuenhäusener Kirchhof bestattet.